# Maria José Silveira
Maria José Rios Peixoto da Silveira Lindoso (Jaraguá, Goiás, 1947) é uma escritora, tradutora e editora brasileira.

## Biografia
Filha do político José Peixoto da Silveira e da poetisa Galiana Rios, nasceu poucos meses depois de o pai se eleger deputado estadual e mudar-se para Goiânia. 
Em 1963, quando ele se elegeu deputado federal, foi para Brasília, onde mais tarde se formou na Faculdade de Comunicação da Universidade de Brasília. Trabalhou como redatora publicitária a partir de 1969, em São Paulo. 
Foi perseguida pela ditadura militar, que a acusou de subversão em 1971. Viveu como clandestina ao lado do marido até 1973, quando os dois se exilaram no Peru. Estudou antropologia na Universidade Nacional Maior de São Marcos. 
Voltou para o Brasil em 1976 e fez pós-graduação em ciências políticas na Universidade de São Paulo.
Fundou a Editora Marco Zero em 1980, ao lado de Felipe Lindoso e Márcio Souza. Foi diretora da empresa até 1998.
Recebeu o prêmio APCA Revelação por seu romance de estreia, A Mãe da Mãe de sua Mãe e suas Filhas.
Em 2021, foi finalista do Prémio Oceanos com o romance "Maria Altamira".
É casada com o biblioteconomista Felipe Lindoso, filho do senador José Lindoso.
De uma família de políticos goianos, é irmã do ex-ministro Flávio Rios Peixoto da Silveira e bisneta do senador Tubertino Ferreira Rios.

## Obras
- 2002 - A Mãe da Mãe de sua Mãe e suas Filhas - Editora Globo
- 2002 - Eleanor Marx, Filha de Karl - Editora Francis
- 2004 -  O Fantasma de Luis Buñuel - Editora Francis
- 2006 - Guerra no Coração do Cerrado -  Record
- 2010 - Com esse ódio e esse amor -  Global
- 2012 - Pauliceia de Mil Dentes - Editora Prumo
- 2016 - Felizes Poucos - ZLF
- 2020 - Maria Altamira - Editora Instante
- 2022 - Aqui Neste Lugar - Autêntica Contemporânea
- 2023 - Farejador de Águas - Editora Instante